# Log Lane Village
Log Lane Village és una població dels Estats Units a l'estat de Colorado. Segons el cens del 2000 tenia 1.006 habitants.

## Demografia
Segons el cens del 2000, Log Lane Village tenia 1.006 habitants, 289 habitatges, i 239 famílies. La densitat de població era de 1.553,7 habitants per km².
Dels 289 habitatges en un 52,6% hi vivien nens de menys de 18 anys, en un 65,7% hi vivien parelles casades, en un 12,8% dones solteres, i en un 17% no eren unitats familiars. En el 12,8% dels habitatges hi vivien persones soles el 3,8% de les quals corresponia a persones de 65 anys o més que vivien soles. El nombre mitjà de persones vivint en cada habitatge era de 3,48 i el nombre mitjà de persones que vivien en cada família era de 3,83.
Per edats la població es repartia de la següent manera: un 38,5% tenia menys de 18 anys, un 9,4% entre 18 i 24, un 29,8% entre 25 i 44, un 16,9% de 45 a 60 i un 5,4% 65 anys o més.
L'edat mediana era de 26 anys. Per cada 100 dones de 18 o més anys hi havia 99,7 homes.
La renda mediana per habitatge era de 33.947 $ i la renda mediana per família de 35.536 $. Els homes tenien una renda mediana de 25.913 $ mentre que les dones 19.167 $. La renda per capita de la població era d'11.502 $. Entorn del 13% de les famílies i el 16,6% de la població estaven per davall del llindar de pobresa.

## Poblacions més properes
El següent diagrama mostra les poblacions més properes.